# Gäubodenmuseum
Das Gäubodenmuseum in Straubing bietet einen umfassenden Überblick über die Geschichte Straubings und des Gäubodens. Schwerpunkte des Museums sind die Abteilungen zur Vorgeschichte (von der Jungsteinzeit bis zur Keltenzeit), zur Römerzeit, zu den frühen Baiern und zum Mittelalter, zur Gegenreformation bis zum Ende des Königreichs Bayern sowie zur sakralen Kunst und Volksfrömmigkeit.
Neben den Dauerausstellungen bietet das Museum wechselnde Sonderausstellungen, zuletzt zum römischen Hafen von Straubing und zur römischen Donauschifffahrt.

## Geschichte des Museums
Die Anfänge des Museums gehen auf das Jahr 1845 zurück, als man unbrauchbar gewordene Gegenstände des städtischen Zeughauses im sog. Pulverturm sammelte und öffentlich zugänglich machte. Dem Offizier und Heimatforscher Eduard Wimmer (1840–1902) gelang es 1880, den Straubinger Stadtturm als Historische Sammlung der Stadt Straubing zu nutzen. Mit der Gründung des Historischen Vereins für Straubing und Umgebung 1898 erhielt die Sammlung weitere Impulse; wegen Raummangels wurde die Sammlung ab 1908 in der Fraunhoferstraße 9 untergebracht. Seinen heutigen Namen erhielt das Gäubodenmuseum anlässlich seiner Neueröffnung 1938. 1976 wurde zusätzlich das Haus Fraunhoferstraße 11 erworben. Heute beherbergt das Gäubodenmuseum insgesamt ca. 2500 m² Ausstellungsfläche.
Leiter
Bis 1982 wurde das Museum ehrenamtlich vom jeweiligen Vorsitzenden des Historischen Vereins für Straubing und Umgebung geleitet.
- 1982–2013 Johannes Prammer
- seit 1. Oktober 2013 Günther Moosbauer

## Vorgeschichtliche Abteilung
Diese Abteilung wurde 1985 eröffnet und 2013 um zahlreiche Neufunde  ergänzt. In neun Räumen sind die wichtigsten Funde von den frühen jungsteinzeitlichen Ackerbauern bis zum Ende der Keltenzeit aus dem Gäuboden in chronologischer Anordnung dargestellt.
Die Ausstellungseinheiten sind die jungsteinzeitliche Kulturen, die Bronzezeit und die Eisenzeit mit deren wichtigsten archäologischen Epochen von Urnenfelderkultur, Hallstattzeit und Latènezeit im Gäuboden.

## Straubinger Römerschatz
Glanzstück des Museums ist der Römerschatz, der als einer der bedeutendsten römischen Funde in Deutschland gilt. 1950 wurde bei Bauarbeiten ein Kupferkessel entdeckt, der sich als Verwahrfund von mehreren römischen Paraderüstungen (mit beeindruckenden bronzenen Gesichtshelmen bzw. -masken) und anderen metallischen Gegenständen herausstellte. Der Schatz wurde wahrscheinlich im 3. Jahrhundert vor plündernden Alamannen vergraben.

## Römerabteilung
In einer der größten Römerabteilungen Bayerns wird die römische Geschichte von Sorviodurum (Straubing) mit seinen Militäranlagen, dem römischen Donauhafen und der zugehörigen Zivilsiedlung gezeigt. Insgesamt waren in Straubing ab dem letzten Drittel des 1. Jh. n. Chr. bis zu den Markomannenkriegen in den 70er Jahren des 2. Jh. 1500 Mann stationiert. Danach blieb die 1000 Mann starke 1. teilberittene Kanathenerkohorte mit syrischen Bogenschützen die Stammeinheit. Militärische und zivile Fundobjekte, eine 3D-Rekonstruktion des römischen Straubing Mitte 2. Jh. n. Chr., eine große Wandmalerei und mittelkaiserzeitliche Grabkomplexe werden gezeigt. Nach Zerstörung dieser Strukturen in der 2. Hälfte des 3. Jh. n. Chr. verlagerte sich das Militärlager nach Westen. Auf dem heutigen Kirchhügel von St. Peter lag im 4. und 5. Jh. das spätantike Kastell. In der Abteilung werden Funde aus den Gräberfeldern präsentiert, die diesem Kastell zuzuordnen sind.

## Baiern gefunden!
Seit September 2018 wird in dieser neuen interaktiven Abteilung die frühe bayerische Landesgeschichte am Beispiel der Gräberfelder aus dem Stadtgebiet von Straubing aufgearbeitet. Rund 1500 Grabinventare aus dem 5. bis 8. Jahrhundert n. Chr. bilden die Grundlage dieser Abteilung. Von den späten Römern, über die Zeit der ostgotischen sowie der fränkischen Herrschaft nebst den Beziehungen der Baiern zu den Langobarden im Friaul erzählt ein Film, in dem die historischen Quellen aufgearbeitet werden und die Grabfunde selbst. Darüber hinaus wird die Geschichte der Straubinger Altstadt vom 5. bis zum 12. Jahrhundert n. Chr. behandelt.